# Stenpikkere
Stenpikkere (Oenanthe) er en slægt af mindre spurvefugle, der er udbredt med cirka 28 arter i Afrika og Eurasien. De lever af insekter i åbent, tørt terræn. Nordlige bestande er udprægede trækfugle. Stenpikkere blev tidligere betragtet som små drosler, men regnes nu til fluesnapperfamilien.
Stenpikkere har hvid overgump og oftest sort/hvide haletegninger. Kønnene er forskellige i deres fjerdragt med hannen som den kraftigst farvede. Mange arter ligner hinanden meget, så artsbestemmelsen kan være vanskelig.
Det videnskabelige navn Oenanthe betyder på græsk "vinblomst". Det skulle i antikkens Grækenland have været navnet på en fugl, der netop kom tilbage fra vinterkvarteret om foråret, når vinplanten blomstrede.

## Arter
Et udvalg af de 28 arter
- Stenpikker, Oenanthe oenanthe
- Isabellastenpikker, O. isabellina
- Nonnestenpikker, O. pleschanka
- Middelhavsstenpikker, O. hispanica
- Ørkenstenpikker, O. deserti
- Hvidkronet stenpikker, O. leucopyga